# NGC 11
NGC 11 (również PGC 642 lub UGC 73) – galaktyka spiralna (Sa), znajdująca się w gwiazdozbiorze Andromedy. Została odkryta 24 października 1881 roku przez Édouarda Jean-Marie Stephana.